# Die Brücke über die Drina

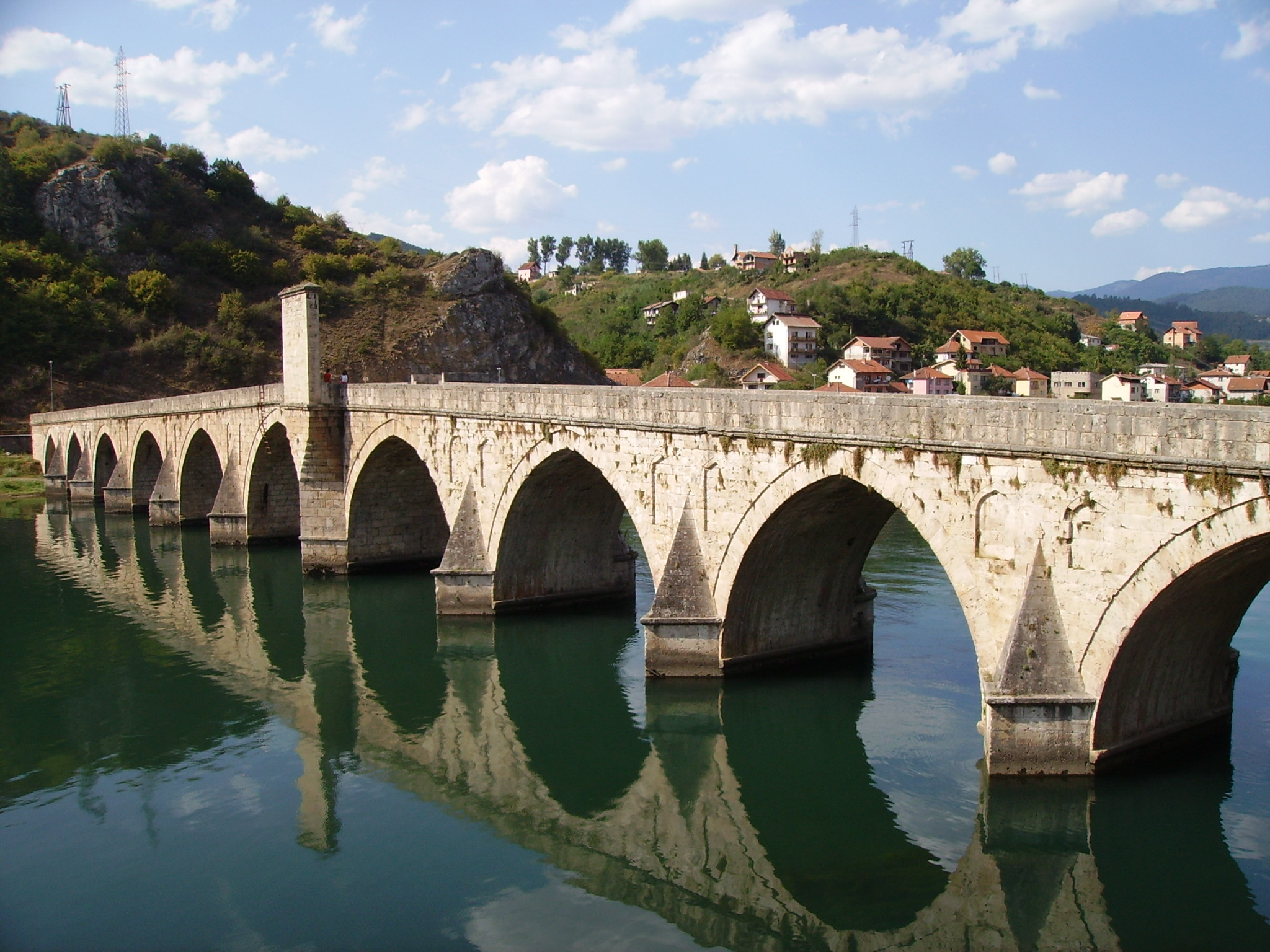
Die Drinabrücke in Višegrad

Die Brücke über die Drina (serbokroatisch На Дрини ћуприја Na Drini ćuprija) ist der Titel eines 1945 publizierten historischen Romans von Ivo Andrić, der sich auf die Mehmed-Paša-Sokolović-Brücke in Višegrad, einen wichtigen Verkehrsweg über den Fluss Drina als Schnittstelle der Handlungen bezieht. Auf ihr spielen sich die historischen und vom Autor erfundenen Ereignisse der sich über vier Jahrhunderte erstreckenden Geschichte Bosniens ab: von ihrem Bau durch die Osmanen Mitte des 16. Jahrhunderts über die österreichisch-ungarische Besetzung bis zu ihrer teilweisen Zerstörung im Ersten Weltkrieg. An vielen Einzelbeispielen zeigt Andrić das Schicksal der Bewohner und die Beziehungen zueinander, insbesondere der Serben und bosnischen Muslime.
Die deutsche Übersetzung von Ernst E. Jonas erschien 1953.

## Inhalt

### Überblick
Andrić erzählt, Historie und Legende miteinander vermischend, die Geschichte einer im Osmanischen Reich erbauten Brücke, die zugleich ein wichtiger Begegnungsplatz der Menschen im Grenzgebiet zwischen Bosnien und Serbien über mehrere Generationen hinweg ist. Auf deren Plattform, der „Kapija“ (das Tor), spielen sich historisch bedeutsame Szenen ab, aber auch persönlich relevante, wie die Befreiung Milan Glasintschanins durch Todeserfahrung aus seiner Spielsucht (Kap. 12). Nicht nur von solchen traumatischen Erlebnissen, sondern auch von den „blutigen Ereignissen“ blieb nach einiger Zeit in der Öffentlichkeit „keine weitere Spur als einige schwere Erinnerungen, die immer mehr verblassten und zugleich mit dieser Generation verschwanden“ und zu Legenden wurden. „So erneuerten sich die Geschlechter neben der Brücke, sie aber schüttelte wie Staub alle Spuren von sich ab, die vergängliche Launen und Einfälle auf ihr hinterlassen hatten, und blieb nach wie vor unverändert und unveränderlich“ (Kap. 6).

### Bau der Brücke
Nach einer einleitenden Beschreibung der geographischen Lage der Brücke, ihrer Bedeutung für das Alltagsleben der Menschen in Višegrad und der damit verbundenen Sagen und Legenden aus alter Zeit (Kap. 1) schildert der Erzähler, der sich durch die mehrmals eingestreute „Wir“-Form als Višegrader zu erkennen gibt, den Bau der Brücke als Stiftung des Großwesirs Mehmed Pascha. Dieser kam 1516 im Zuge einer als Knabenlese bezeichneten Zwangsrekrutierung als ca. 10-jähriger Bauernjunge mit der Fähre über die Drina und wurde in Stambul türkisch-muslimisch erzogen. Im Militär und Staatsdienst machte er Karriere, wurde zum mächtigsten Mann im Staat und finanzierte die Steinbrücke und einen Karawan-Serail aus den Erträgen seiner Besitzungen (Kap. 2).

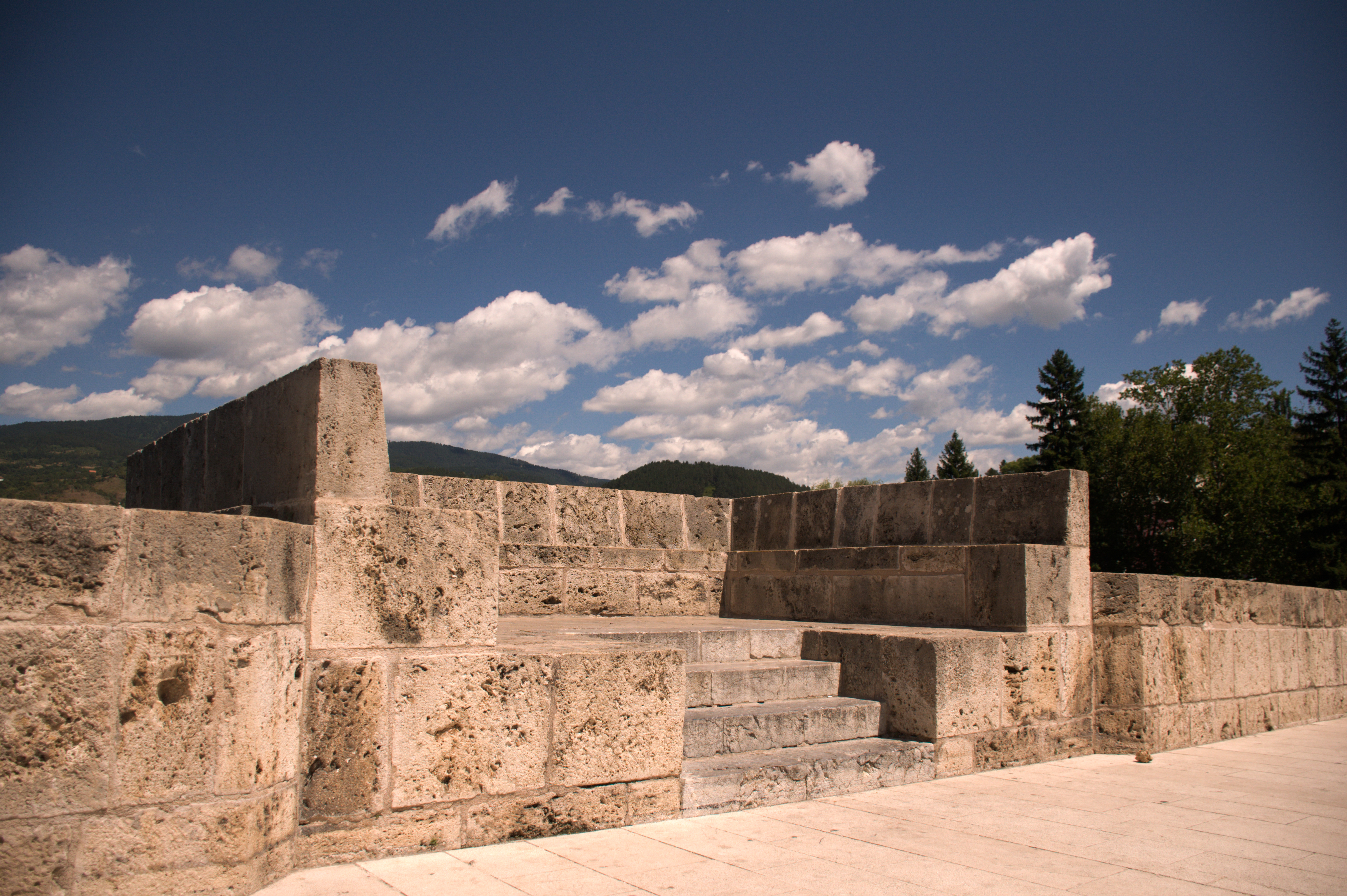
Der zentrale Teil der Brücke, im Volksmund „Torsofa“ genannt, wurde zu einem beliebten Treffpunkt für Menschen aus Višegrad und Umgebung.

Im Mittelpunkt der Baugeschichte Anfang des 16. Jhs. (Kap. 3 und 4) stehen die Arbeitsbedingungen. Abidaga, der Hauptbeauftragte des Wesirs, versucht mit starkem Druck auf die Arbeiter und Zwangsverpflichtungen der Bevölkerung zu Frondiensten den schwierigen Bau schnell voranzutreiben. Dadurch entsteht eine zunehmende Unzufriedenheit und einige Bauern sabotieren die Arbeiten, indem sie nachts Gerüste und Bauteile einreißen und das Gerücht verbreiten, dies sei das Werk einer Wassernixe Vila. Nach einigen vergeblichen Nachforschungen gelingt es schließlich Plewljakder, dem Hauptmann der Wächter, den Rädelsführer Radisaw festzunehmen. Abidaga lässt ihn zur Abschreckung der Bevölkerung foltern und dann öffentlich pfählen, wodurch sich bei den Christen die Stimmung gegen den Brückenbau der Türken weiterhin verschlechtert.
Die Situation bessert sich, nachdem Abidaga wegen Korruption und seiner harten Methoden abgelöst wird. Sein Nachfolger Arif Beg bezahlt die Arbeiter besser und behandelt die Bevölkerung korrekt. So kann der Baumeister Tosun Effendi sein Werk nach fünf Jahren beenden und am Ufer noch einen stattlichen „Karawan-Serail“ errichten. Jetzt sind die Višegrader stolz auf die elfbögige schöne Brücke, feiern die Einweihung und bewundern die den Stifter würdigende Tafel auf der Stele, welche die eine Seite der Plattform auf dem Mittelpfeiler begrenzt. Dieser zentrale Platz mit dem „Sofa“ wird ein wichtiger Treffpunkt der Bewohner der Stadt und Handlungsort vieler Ereignisse, die nach dem „Prinzip der Episodenreihung und -verkettung“ erzählt werden.

### Brücken-Legenden
Nach der Fertigstellung der Brücke nimmt der Handel rasch zu und die Stadt vergrößert sich. Das Leben der Menschen verläuft, von Phasen der Spannungen zwischen Christen und Türken, Überschwemmungen und Seuchen unterbrochen, verhältnismäßig ruhig. Die Ereignisse zur Bauzeit vermischen sich mit Erfindungen und werden zu Legenden. Am bekanntesten ist die Geschichte der als Bauopfer in einen Pfeiler eingemauerten Zwillinge Stoja und Ostoja (Halte und Bleibe). Auch die jährlichen Hochwasser und die in jeder Generation einmal auftretenden großen Überflutungen mit den Zerstörungen vieler Häuser der Stadt und zahlreicher Existenzen werden im Laufe der Zeit zu Erinnerungen, deren Einzelheiten in Vergessenheit geraten. In den nächsten Jahrhunderten geht der Einfluss der Türken auf dem Balkan zurück. Der Verlust von Ländereien in Ungarn, aus deren Ertrag die Stiftung den Unterhalt der Karawanserei sowie die Verpflegung und Unterkunft der Gäste finanziert, führt zur Aufgabe des Betriebs und zum Zerfall des Gebäudes, doch die Brücke übersteht alle Katastrophen ohne größere Beschädigungen (Kap. 6).

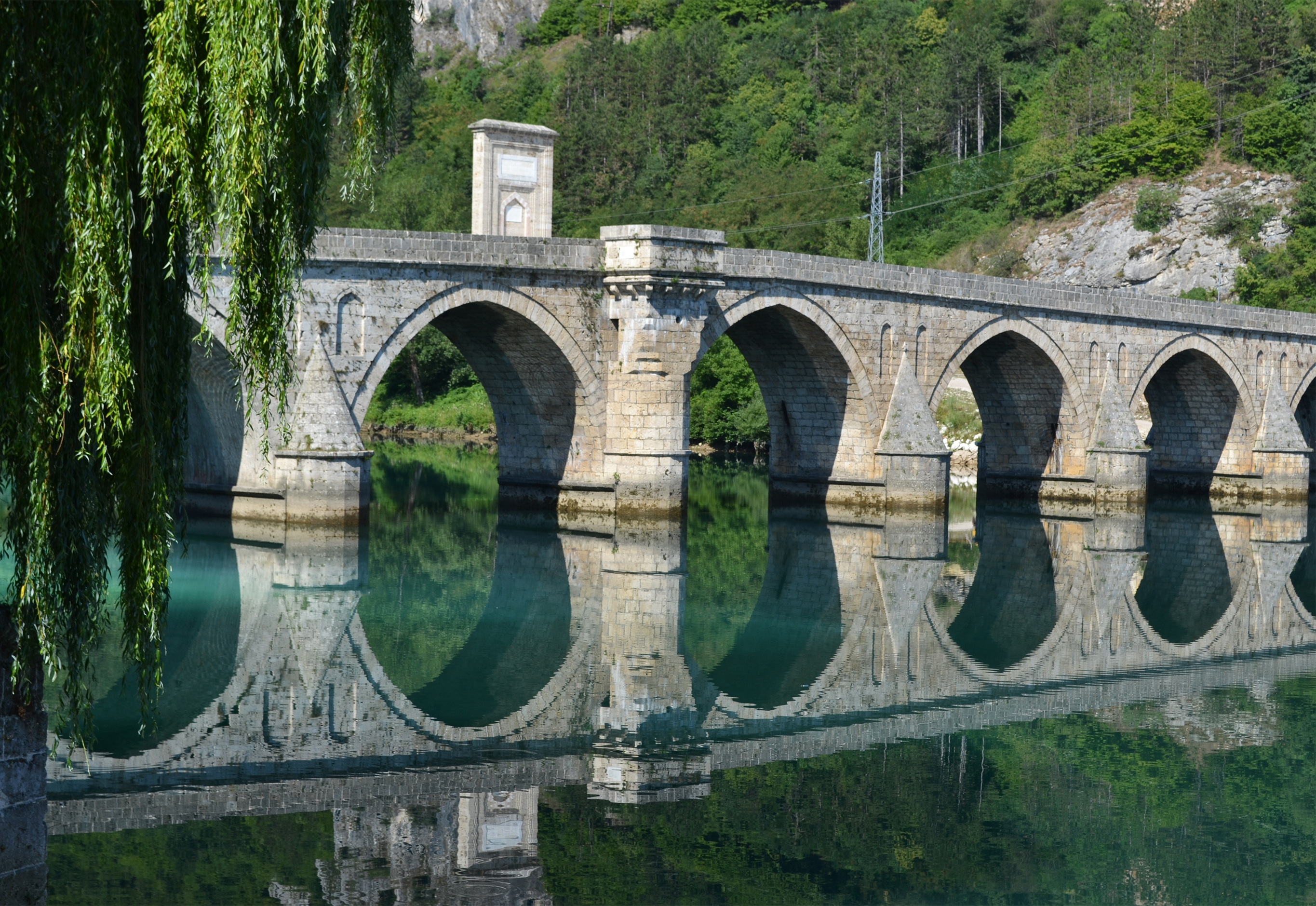
„Kapija“ mit Stele und „Sofa“

Auch private Beziehungskonflikte im sozialen Kontext enden auf der Kapija tragisch oder glücklich. Die stolze Fata Osmanagitsch aus dem Weiler Welij Lug wählt „das Tor“ für ihren Freitod. Sie ist das Ideal der jungen Männer der Gegend, die von ihr singen: „Wie klug bist du, wie schön bist du, Awdagas schöne Fata“. Auf einer Hochzeitsfeier lehnt sie die Werbung Nail Hamsitschs aus Nesuke mit den Worten ab, dies geschehe nur, wenn Welji Lug nach Nesuke hinuntersteige. Der Erzähler kommentiert diese spöttischen Worte: „So fordern von der Natur besonders reich beschenkte Geschöpfe oft kühn und unbedacht das Schicksal heraus.“ Der Vater des jungen Mannes Mustajbeg Hamsitsch erfährt davon, unterstützt den finanziell in Schwierigkeiten geratenen Awdaga Osmanagitsch und vereinbart mit ihm die Heirat ihrer Kinder. Fata träumt von ihrer Freiheit, erfüllt aber das Versprechen ihres Vaters der Familie ihres Bräutigams gegenüber. Nachdem die Ehe vor dem Richter in Višegrad geschlossen wurde, zieht der Hochzeitszug auf dem Weg nach Nesuke über die Brücke. An der Kapija hält Fata ihr Pferd an und stürzt sich in den reißenden Fluss (Kap. 8).
Eine andere Geschichte hat den umgekehrten Verlauf. In Zarijas Schenke machen sich die Bürger in ihren langen Nächten zu ihrer Unterhaltung über den naiven Gelegenheitsarbeiter Salko Tschorkan lustig, laden ihn zum Rum ein und erzählen ihm Märchen von seiner reichen Erbschaft und seinem Eindruck auf die schöne Stickerin Duschtsche. Sie ist die Nebenfrau des wohlhabenden und angesehenen Hadschi Omer, aber eigentlich, verrät man Salko, liebe sie ihn. Bei zunehmender Trunkenheit glaubt Tschorkan selbst an die Phantasien und spinnt sie zum Spaß der Zuhörer fort. In einer Winternacht animiert ihn die Wirtshausgesellschaft, um seinen Mut zu beweisen auf der vereisten schmalen Einfassung der Brücke zu balancieren. Im Alkoholrausch hält er tanzend wie durch Zauberkraft getragen das Gleichgewicht und überquert sicher die Brücke. Die zur Besinnung über ihren Unfug gekommenen Trinker feiern ihn als Helden und setzen mit ihm ihr Gelage fort (Kap. 15).

### Aufstände gegen die Türkenherrschaft
Mit dem ersten serbischen Aufstand (prvi srpski ustanak von 1804 bis 1813) setzt der Erzähler in seiner Roman-Chronik den zweiten Schwerpunkt:
Unter dem Anführer Karageorge breitet sich der Konflikt zwischen den Türken und Serben auch im Grenzgebiet zur benachbarten Provinz Bosnien aus. Alte kulturelle und gesellschaftliche Spannungen brechen auf und stören das bisher meist friedliche Zusammenleben der verschiedenen Religionen. Zur Verteidigung ihrer Machtposition bauen türkische Soldaten mitten auf der Brücke ein Holzhaus und kontrollieren die Passanten. Ein Wandermönch, der verkündet, die Zeit der Auferstehung sei gekommen, und ein junger Müller, der ein altes serbisches Lied singt und dabei den Namen des Helden gegen Georg austauscht, sind die Ersten, die man als Aufwiegler verdächtigt und auf der Brücke enthauptet. Ihre Köpfe werden aufgespießt und zur Warnung auf die Kapija gestellt. Nach dem Ende der Unruhen ziehen die Soldaten ab, das Holzhaus verbrennt und die Brücke belebt sich wieder wie zuvor. Bei weiteren Aufständen ziehen vertriebene muslimische Flüchtlinge aus dem serbischen Uschitze, „übermüdet und heimatlos“ über die Brücke an den sich auf den steinernen Bänken ausruhenden Städtern vorbei (Kap. 7).

### Die Habsburger Ordnung
Etwa 70 Jahre nach Karageorges Aufstand ist die türkische Herrschaft in Bosnien zu Ende. In Višegrad wird bekannt, dass sich die türkische Armee zurückzieht und den österreichischen Truppen Platz für eine Besetzung macht. Der religiöse Fanatiker Osman Effendi Karamanli ruft die Muslime zum Kampf auf, findet aber wenig Resonanz, denn die Menschen wollen nicht gegen eine übermächtige Armee kämpfen und sterben. Sie wollen auch nicht fliehen, sondern in ihren Häusern die Entwicklung abwarten. Alihodscha Mutewelitsch ist ihr Sprecher und weist Karamanlis Forderung zurück: „Ich sehe jedenfalls, dass dir der Sinn nach Sterben steht […] nur weiß ich nicht, warum du für dieses dumme Geschäft auch noch Gesellschaft suchst“. Dafür wird er vor dem Abzug der Türken bestraft: Karamanli lässt ihn auf der Kapija an einem Ohr auf einem Balken festnageln (Kap. 9). Die von den Bosniern „Schwaben“ genannten Österreicher treffen ihn dort in gebeugter Haltung und befreien ihn und er liest die von ihnen auf der Stele angeklebte Bekanntmachung, dass der Kaiser Franz Joseph I. den Bosniern Frieden und Schutz verspricht. Kurz darauf müssen an dieser Stelle die Führer der drei Religionen den österreichischen Oberst begrüßen und ihm ihre Gefolgschaft zusichern (Kap 10).

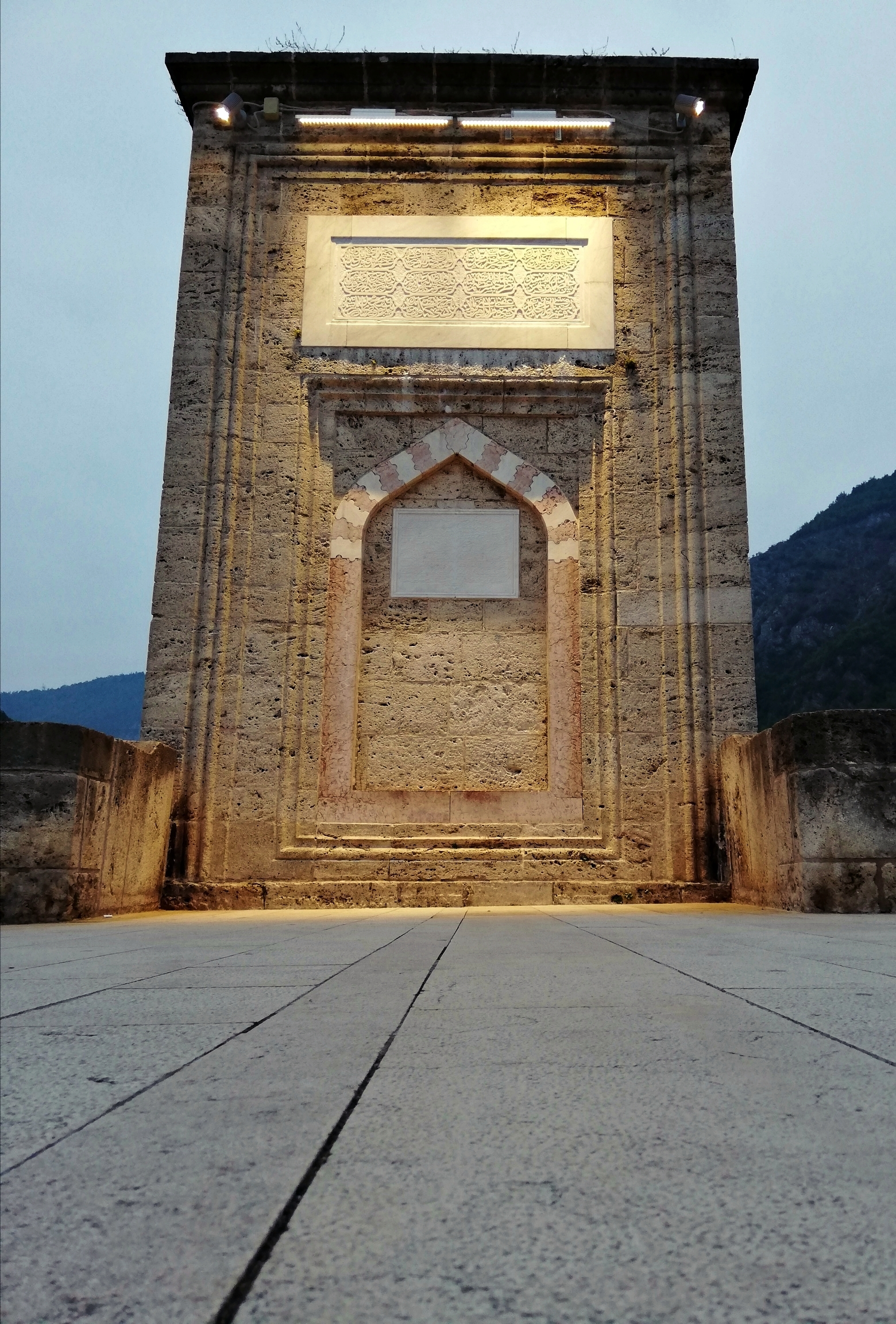
Die Stele mit der Inschriften in arabischer Schrift (1577) würdigt den Stifter der Brücke Mehmed Pascha.

Im sechsten Jahr der Besatzungszeit, Ende des 19. Jahrhunderts, kommt es in Bosnien und Herzegowina nach der Rekrutierung junger Männer für einen zweijährigen Militärdienst zu Aufständen gegen die österreichische Verwaltung, die vom Militär niedergeschlagen werden. Um die meist muslimischen Rebellen, u. a. den steckbrieflich gesuchten Hajduken Jakob Tschekrlija, an der Flucht über die Brücke nach Serbien oder in türkisches Gebiet zu hindern, werden die Passanten an der Kapija durch Soldaten kontrolliert. Doch der Freiheitskämpfer denkt sich eine List aus. Seine Freundin Jelenka lenkt, als türkisches Mädchen verkleidet, den Wächter Gregor Fedun ab und Jakob kann als ihre angebliche Großmutter unkontrolliert vorübergehen. Der Fall wird dem Wachtmeister gemeldet und Gregor soll wegen seiner Unachtsamkeit vor dem Garnisonsgericht in Sarajewo angeklagt werden. Er fühlt sich entehrt und erschießt sich: „Wie in einem Schauspiel ungeahnter Größe stand der junge Bursche vor der unfassbaren Erkenntnis, was einige Augenblicke des Sichvergessens, zu böser Stunde und an gefährlicher Stelle erlebt, bedeuten können“ (Kap. 13).
Während sich die Machtübernahme im Allgemeinen nicht auf das Privatleben der Mensch auswirkt, setzt sich allmählich in der Öffentlichkeit das neue System in Ruhe und ohne viel Worte durch (Kap. 11). Alles wird schnell und konsequent administriert, ein Netz von Gesetzen und Verfügungen und Vorschriften überzieht das Leben: Seuchenschutz, Kanalisation, Vermessung der Grundstücke, Registrierung der Bevölkerung und der Häuser, Festlegung des Holzeinschlags, Verkauf von Obst und Süßigkeiten, Prüfung der Gewichte, Straßenbeleuchtung, Neugestaltung des Marktplatzes mit Steinbauten, neue Kaserne mit Kasino, Straßenbau usw. Während bisher auf der Kapija die alteingesessenen Männer ihren Platz hatten, halten sich dort jetzt viele Fremde, Beamte und Geschäftsleute, mit ihren Frauen, Verlobten und Dienstmädchen auf. Darunter mischen sich österreichisch uniformierte Soldaten. So wird das Leben auf der Brücke noch lebhafter und bunter. Für Aufsehen sorgen die wöchentlich mit einer Kutsche durch Stadt zur Untersuchung im Krankenhaus fahrenden Prostituierten des Bordells eines ungarischen Ehepaars, bekannt als „Unter den Pappeln“.
Viele „alte Städter“, die noch nicht lesen und schreiben können, finden sich mit den Veränderungen nicht zurecht und staunen: „[G]erade, wenn sie glauben, dass das Ende dieses unverständlichen Eifers gekommen sei, beginnen die Fremden irgendeine neue, noch unverständlichere Arbeit. […] Denn dieses ständige Bedürfnis der Fremden, zu bauen und abzureißen, zu graben und zu mauern, aufzurichten und umzugestalten, ihr kunstvolles Streben, die Wirkung der Naturkräfte vorauszusehen, um ihnen zu entgehen oder zu steuern, versteht und schätzt hier niemand.“ Wenn es nach ihnen ginge, bliebe die orientalische Stadt in ihrem „gottgegebene[n] Aussehen“ erhalten. Der alt gewordene Alihodscha Mutewelitsch sieht die neue Wasserleitung, die Brückensanierung und den Eisenbahnbau Anfang des 20. Jhs. am rechten Drina-Ufer, der die Bedeutung der Brücke als Handelsweg verringert, als einen Eingriff der österreichischen Christen in die Weltordnung an. Er blickt zunehmend pessimistisch in die Zukunft und deutet die Neuerungen als dunkle Vorzeichen. Der Zeitgewinn durch die Eisenbahnfahrt ist für ihn nicht von Bedeutung, denn entscheidend sei, was die Menschen mit ihrer freien Zeit Sinnvolles anfangen. Und wenn dies nicht geschehe, bliebe besser alles beim Alten (Kap. 16).
Doch die neue Ordnung setzt sich durch. Die persönliche Willkür und die grausamen Bestrafungen aus der Türkenzeit weichen einer unpersönlichen, mittelbaren und daher leichter zu ertragenden Obrigkeit. Die Bosnier passen sich der Entwicklung an, zumal diese eine Zeit des Wohlstands, aber auch der Preissteigerungen, einleitet. Die Fremden übernehmen Gewohnheiten „der ungewöhnlich orientalischen Umwelt“ (Kap. 14) und die Plattform auf der Brücke bleibt auch nach dem Eisenbahnbau der Treffpunkt der Bewohner, für die große politische Ereignisse wie die auf der Stele bekannt gemachte Ermordung der Kaiserin Elisabeth schnell in Vergessenheit geraten (Kap. 16). Neue Unternehmer lassen sich in Višegrad nieder, auch Gastronomen wie eine jüdische Familie, die das „Hotel zur Brücke“ betreibt. Es wird bald nach der Geschäftsführerin „Lottikas Hotel“ genannt, weil die schöne Witwe durch ihre einnehmende, geschickte Art, im Unterschied zu Zarijas bescheidener Schenke, die reiche Kundschaft anlockt und mit den Einnahmen ihre Familie in Galizien unterstützt (Kap. 14). Doch Lottika wird über die Jahre alt und ermüdet zunehmend bei ihren oft erfolglosen Hilfsmaßnahmen und verlustreichen Spekulationen, zumal das Hotel Konkurrenz bekommt und weniger Gäste hat. Am Ende erleidet sie nach der Evakuierung der Stadt 1914 einen Nervenzusammenbruch und reist mit ihrer Familie ab. Diese hat „plötzlich das Aussehen armer Juden angenommen, kümmerliche Flüchtlinge, wie sie seit undenklichen Zeiten die Landstraßen der Welt bevölkern“ (Kap. 23).

### Identitätskrisen
Anfang des 20. Jhs. verändert sich das gesellschaftlich-politische Klima in Bosnien in einer ideologischen Dimension: religiöse und nationale Parteien und Organisationen bestimmen zunehmend die Diskussionen über die Auseinandersetzung der europäischen Großmächte mit der Türkei. Die Annexion Bosniens und der Herzegowina an das Habsburger Reich 1908, die durch ein Plakat auf der Stele bekannt gegeben wird, führt zur Gefahr eines Balkankrieges und Truppenbewegungen an die Grenze zu Serbien. Auch in Višegrad werden in der Zeit der Krise Truppen stationiert und in den mittleren Brückenpfeiler wird eine Kammer mit Dynamit gefüllt, um die Brücke im Kriegsfall sprengen zu können (Kap. 17). All das hat Auswirkungen sowohl auf „Geist und Bewusstsein der Menschen“ als auch auf das äußere Bild der Stadt: Viele Menschen suchen nicht mehr die alte Ruhe und Ordnung, sondern „ein lautes, erregendes und unruhiges Dasein […] eigenes Erleben, das Echo fremder Erlebnisse oder wenigstens Buntheit, Geschrei und Erregung, die die Illusion des Erlebens“ geben: „Alles, was geschah, war von Lärm und dem Glanz großer Worte umgeben“ (Kap. 18).
Während nach den Balkankriegen 1913 die Brücke als Verbindung in die ehemals türkischen Gebiete an Bedeutung verliert und nur noch ein lokaler und begrenzt regionaler Verkehrsweg ist, erweitern sich auf der Kapija die Gespräche zu Diskussionen über die großen politischen und philosophischen Fragen der Zeit. Viele Kinder besuchen jetzt das Gymnasium in Sarajewo und studieren an österreichischen Universitäten. Wenn sie in den Ferien zurückkehren, bringen sie Theorien über die Menschenrechte, die Auflösung der Klassengesellschaft durch Revolutionen und eine neue Weltordnung mit in die Heimat und verbinden sie mit dem durch den serbischen Sieg über die Türken neu auflodernden fanatischen Nationalismus: „[S]ie konnten mit ihrer Jugend tun, was sie wollten¸ in einer Welt, in der die Gesetze der gesellschaftlichen und persönlichen Moral, bis zu jener fernen Grenze des Kriminellen, gerade in diesen Jahren in Europa in voller Krise stand, frei gedeutet und von jeder Gruppe Menschen und von jedem einzelnen angenommen oder verworfen, konnten sie denken, wie sie wollten, frei und unbeschränkt über alles urteilen; sie durften sprechen, was sie wollten, und für viele von ihnen bedeuteten diese Worte dasselbe wie Taten, sie befriedigten ihre Urtriebe nach Heldentum und Ruhm, nach Gewalttätigkeit und Zerstörung, aber sie zogen weder die Verpflichtung zur Tat noch eine sichtbare Verantwortung ob des Ausgesprochenen nach sich“ (Kap. 18).
Die Kameraden aus der Volksschulzeit, die in der Stadt arbeiten, reagieren auf die Utopien gemischt mit Bewunderung oder Ablehnung. Im 19. Kap. diskutieren einige Akademiker und ein ihre Botschaften kritisierender Kontorist auf der Katija über ihre Weltanschauungen, die zu einem friedlichen und gerechten Leben der Menschen führen sollen: Während Fehim Bachtijarewitsch die alte gottgewollte Ordnung mit ihren politisch-religiösen Zentren verteidigt und eine Änderung der „Fundamente der Welt“ und der „Grundlage des Lebens“ durch die Menschen für undurchführbar hält, vertritt Jakob Herak die sozialistische Idee einer klassenlosen Gesellschaft. Toma Galus und Janko Stikowitsch sehen in der Ablösung der Imperien durch Nationalstaaten das Heil der Menschheit. Nikola Glasintschanin, Kontorist bei einer deutschen Holzexportfirma, kritisiert die Diskussionen der anderen als akademisch und weltfremd. Sie hätten, wie er als Praktiker wisse, nichts mit „dem Leben und seinen wirklichen Forderungen und Problemen“ zu tun. Ihre Theorien entstünden in einer „künstliche[n] und unwirkliche[n] Atmosphäre der sogenannten Intellektuellen“, ein „müßige[s] und unterhaltsame[s] Spiel mit Ideen und Lebens- und Weltanschauungen“, eine „Art geistigen Treibhauses, mit künstlichem Klima und einer exotischen Flora, aber ohne jegliche Verbindung mit der Erde, mit dem wirklichen und harten Boden, auf dem sich die Massen der Menschen bewegen“. Er wirft dem „Redner, Agitator, Dichter und – Liebhaber“ Stikowitsch, seinem Rivalen um die Gunst der Lehrerin Zorka, verlogenen und ungesunden Ehrgeiz, selbstverliebte Eitelkeit und Egozentrik vor. Zorka muss dies nach ihrer Trennung von Janko auch einsehen und denkt nach Fatas Vorbild an einen Sprung von der Plattform in die Drina. Danach befreundet sie sich wieder mit Nicola, kann sich aber nicht entscheiden, mit ihm nach Nordamerika auszuwandern. So geht dieser nach dem Attentat in Sarajewo mit Kameraden nach Serbien und schließt sich dort dem Militär an (Kap. 22).

### Kriegsbeginn

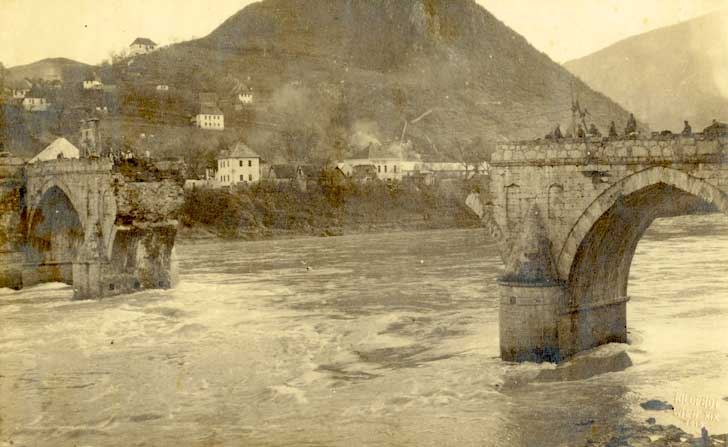
Die teilweise zerstörte Mehmed Paša Sokolović Brücke in Višegrad, 1915

In die friedliche Sommerstimmung 1914 bricht jäh die Nachricht vom Attentat in Sarajevo ein und verwandelt die ganze Gesellschaft in einem Tag. Es herrscht Kriegsstimmung. Das jahrhundertelang aufgebaute Gleichgewicht der Bevölkerungsgruppen und die Bemühung um ein friedliches Zusammenleben zerbrechen. Soldaten kontrollieren die Passanten der Brücke. Einige Serben fliehen über die Grenze. Ein rasch zusammengestelltes Schutzkorps verhaftet in der Stadt zurückgebliebene serbische Bewohner und nimmt sie als Geiseln zum Schutz der Brücke und der Kaserne. Auf dem Marktplatz werden drei der Kollaboration beschuldigte Serben hingerichtet. Von den Bergen beschießt serbische Artillerie über die Brücke transportierte Truppen und Waffen, aber die Brücke hält trotz Beschädigungen stand (Kap. 22). Die Österreicher schießen zurück. So liegt die Stadt im Kampfgebiet und die Bewohner werden evakuiert. Familien, wie die des Muslims Mujaga Mutapdschitsch oder des serbischen Kaufmanns Pawle Rankowitsch (Kap. 23), die über Generationen auf der Flucht über die Grenzen waren und in den türkischen, serbischen und bosnischen Gebieten immer wieder ihr Leben neu aufgebaut haben, verlieren erneut ihren Besitz. Die Österreicher ziehen sich auf das linke Drina-Ufer zurück und sprengen ein Mittelstück der Brücke. 
Der alte Alihodscha, der im Laufe seines Lebens oft zwischen die Fronten gerät, kommentiert diese Sprengung: „[S]ie haben sie gepflegt, gereinigt, die Fundamente ausgebessert, die Wasserleitung herübergelegt, elektrisches Licht auf ihr angebracht, und dann haben sie sie eines Tages in die Luft gesprengt, als sei sie ein Fels in den Bergen und kein Vermächtnis, keine Stiftung und keine Schönheit. Jetzt sieht man, wer sie sind und worauf sie ausgehen. […] An das Festeste und Dauerhafteste haben sie gerührt und von dem genommen, was Gottes ist“ Kurz vor seinem Tod auf dem steilen Weg aus der Stadt zu seinem Haus entwickelt er zwei Visionen: „[V]ielleicht werden diese Unmenschen, die mit ihrem Tun alles ordnen […] um es sofort danach zu verschlingen und zu zerstören, sich über die ganze Welt verbreiten, vielleicht werden sie aus der ganzen weiten Welt ein wüstes Feld für ihr sinnloses Bauen und henkerisches Vernichten machen, eine Weide für ihren unersättlichen Hunger und ihre unfassbaren Gelüste? […] es kann [aber] nicht sein, dass die großen, mitfühlenden Menschen ganz und für immer verschwinden, die nach Gottes Gebot dauerhafte Bauwerke errichten, auf dass die Erde schöner sei und der Mensch auf ihr leichter und besser lebe“ (Kap. 24).

## Veröffentlichungsgeschichte
Die Brücke über die Drina ist eines der wichtigsten Werke Andrićs und war für dessen Auszeichnung mit dem Literaturnobelpreis 1961 entscheidend. Das Buch entstand während einer zurückgezogenen Schaffensperiode des Autors im Zweiten Weltkrieg in Belgrad und wurde im Jahr 1945 veröffentlicht. 1953 erschien Ernst Jonas’ Erstübersetzung ins Deutsche. Mit den Romanen Wesire und Konsuln (Originaltitel Travnička hronika, deutsche Ersterscheinung 1961) und Das Fräulein (Gospođica, deutsch 1958), die beide ebenfalls 1945 herauskamen, bildet die Brücke die „bosnische Trilogie“ des Autors.

## Titel
Beim Wort „Brücke“ im Titel der deutschen Übersetzung fehlt die Nebenbedeutung des im Serbokroatischen besonderen Ausdrucks ćuprija, den Ivo Andrić anstelle des allgemeinen serbokroatischen Wortes most für „Brücke“ verwendet. Čuprija ist ein Turzismus und vom Türkischen köprüsü abgeleitet. Mit diesem Wort möchte der Autor die besonders schöne, geschichtsträchtige Steinbrücke aus osmanischer Zeit von anderen einfacheren Brücken unterscheiden, so etwa von einer most genannten Holzbrücke, die vom Stadtkern über den Nebenfluss Rsaw führt. Die in ćuprija enthaltene kulturelle Wertschätzung ist in der deutschen und in anderen Übersetzungen verlorengegangen.

## Stil und Form
Andrić wählte für seinen Roman den distanzierten Ton eines Geschichtsschreibers, der selten durch Dialog unterbrochen wird. Auf dramatisierende sprachliche Mittel verzichtete er weitgehend zugunsten eines objektivierenden, auktorialen Erzählstils, versetzt mit Elementen der Volks- und Regionalsprache, die ihm aus seiner Jugendzeit in Višegrad vertraut waren. Durchgängig den Roman prägende Charaktere kommen nicht vor, stattdessen lässt der Autor die Episoden und Charaktere im bunten Reigen kommen und gehen, während das einzige die Handlung ganz durchspannende Element die titelgebende Brücke selbst bleibt.

## Rezeption
Die Brücke über die Drina wurde in der jugoslawischen Literaturszene sofort als Klassiker anerkannt. und spielte in der Tito-Ära eine wichtige Rolle bei Andrićs Ruf als „lebendes Äquivalent zu  Petrović-Njegoš“. Von seiner Veröffentlichung 1945 bis zur Auflösung Jugoslawiens 1991/92 war der Roman Pflichtlektüre in jugoslawischen Sekundarschulen. Als international bekanntestes Werk des Autors war der Roman für die Verleihung des Literatur-Nobelpreises 1961 an Andrić ausschlaggebend. Die Bewertung Andrićs war im jugoslawischen Sprachraum bis zum Bürgerkrieg relativ einheitlich positiv, veränderte sich jedoch danach: Während er in Serbien nach wie vor als „Vorzeigeautor“ gefeiert wird, distanziert man sich in Bosnien von ihm und kritisiert, er schüre in seinen Romanen Hass gegen die als Türken bezeichneten bosnischen Muslime und stelle sie im Gegensatz zu den christlichen Serben als grausam dar.
Bis heute wird in der deutschen Literaturkritik Die Brücke über die Drina übereinstimmend als „monumental historischer Roman“ und „große Literatur“ bewertet, als „ein beeindruckendes Zeitpanorama an der Schnittstelle von Orient und Okzident“: Nicht nur als „eminente Zeitkritik“ und „Abgesang“ auf die Donaumonarchie lasse sich dieses Buch lesen, es halte auch die Utopie Jugoslawien fest, der sich der Autor verbunden fühlte. Der „humane und multiperspektivische“ Blickwinkel stelle den Roman in eine Reihe mit Joseph Roth, Robert Musil, Jaroslav Hašek, Sándor Márai, Józef Wittlin und Gyula Krúdy. Die Brücke sei als „Gleichnis des Humanen im weiteren Sinn, und als türkisches Bauwerk, in engerer Bedeutung als Sinnbild des osmanischen Imperium zu verstehen, nach dessen Zerfall die aus türkischer Herrschaft entlassenen Völker eine neue Existenzgrundlage, eine »bessere, vernünftigere und menschlichere Formel« finden müssen.“
Nach Karashan verbindet Andrićs Epos über die Entstehung Jugoslawiens, der politischen Gemeinschaft der Südslawen, die Außenperspektive mit der Innenperspektive der Figuren. Der Autor unterwerfe sich bei der Fokussierung auf die Geschichte einer Brücke scheinbar dem Diktat der deterministischen Lehren vom Menschen, dass die Helden keine autonomen Wesen sind, sondern dass die Wahrheit in den Kräften zu finden sei, die den Helden determiniert haben. Da aber ein Kollektiv mit menschlichem Bewusstsein den Roman erzähle, sei Andrić’ Werk nicht auf die, zwar dominierende, Außenperspektive beschränkt, sondern spreche auch vom Innenleben seiner Gestalten. Der Autor habe klassisch konzipierte und geradezu unvergessliche Gestalten erfunden.
Viele Rezipienten sehen den Bosnienkrieg bei der neuen Lektüre des Romans als Hintergrundfolie. Auer erinnert daran, dass Andrićs Werk Pflichtlektüre an vielen jugoslawischen Schulen war und als Symbol von „Brüderlichkeit und Einheit“ galt. Bitter ironisch sei es, dass viele Opfer des Massakers 1992 auf oder nahe der berühmten „Brücke über die Drina“ ermordet und in den Fluss geworfen wurden. Auch für Steinfeld drängt sich eine neue Lesart dieses großen jugoslawischen Nationalromans unter den Vorzeichen von Serbiens geschrumpfter Rolle auf dem Balkan und der Blutspur, welche die Geschichte in ihrem Fortgang, zeichnete, auf. Doch der Versuch einzelner Parteien „aus dem Werk ethnische Sympathien herauszudestillieren“, sei „ein abstruses Unterfangen bei einem Kroaten, der in Bosnien aufwuchs und in Serbien lebte und der beseelt war von der staatlichen Einheit der südslawischen Völker“. Dieses Buch sei „ein hohes Fest der Literatur […] in seiner humanen multiperspektivischen Ambivalenz“.

## Ausgaben

### Originalausgaben
Na Drini ćuprija. Višegradska hronika. / На Дрини ћуприја. Вишеградска хроника.
- Belgrad 1945; 9. Auflage 1953.
- Belgrad/Sarajevo 1958 (in Izabrana dela, 4 Bände, 4).
- Belgrad 1963 (in Sabrana dela, 10 Bände, 1).
- Novi Sad/Belgrad 1965.
- Belgrad u. a. 1976 (in Sabrana dela, 16 Bände).
- Sarajevo 1985.

### Deutschsprachige Ausgaben
Die Brücke über die Drina. Eine Wischegrader Chronik. (Übersetzung von Ernst E. Jonas)
- Zürich 1953.[20]
- München 1959.
- Berlin 1961.
- Frankfurt am Main 1974.
- Wien 2011. Die Brücke über die Drina: eine Chronik aus Višegrad. Dt. von Ernst E. Jonas. Überarb. von Katharina Wolf-Grießhaber. Mit einem Nachw. von Karl-Markus Gauß, Zsolnay Verlag.
- München 2013.